# Sirener

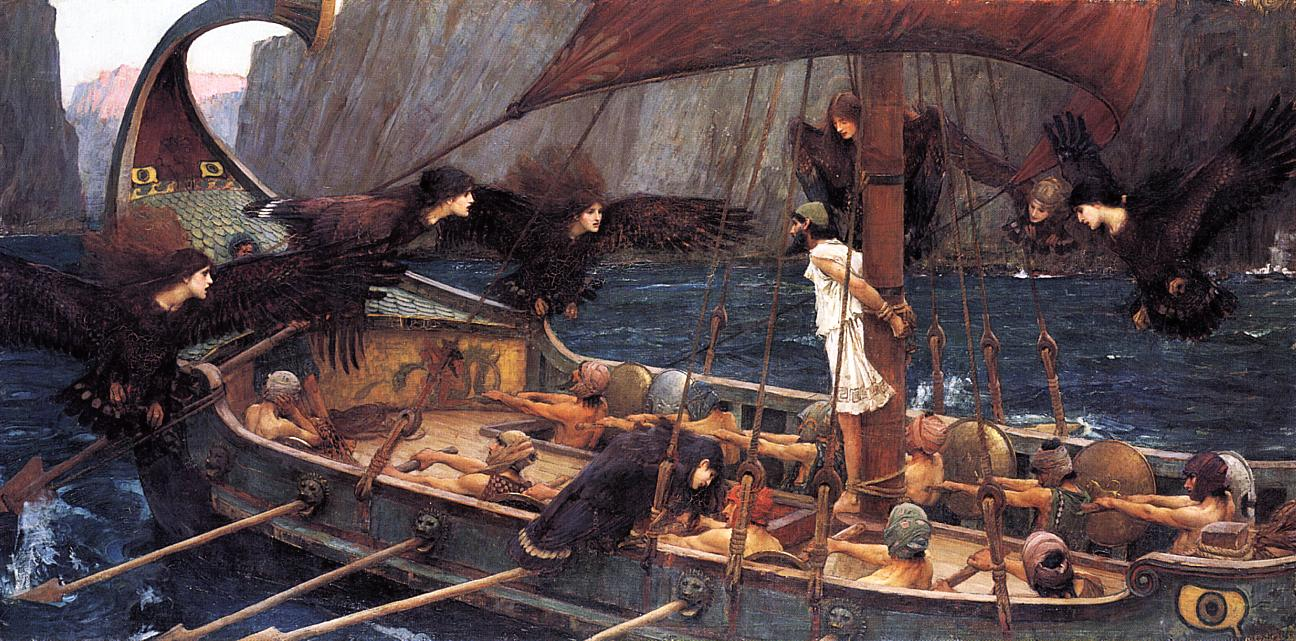
"Odysseus och sirenerna", målning av John William Waterhouse (1891).

Sirener var i grekisk mytologi ett väsen. De beskrivs ofta som två till tre systrar och som en blandning mellan kvinnor och fåglar. I konsten brukar de avbildas som fåglar med kvinnohuvuden eller kvinnor med vingar och fågelben. Sirenerna lockade till sig sjömän med vackra sånger för att sedan döda dem.
Sirener är personifikationer av havet som har en förrädisk lugn yta som döljer faror som klippor och grund.

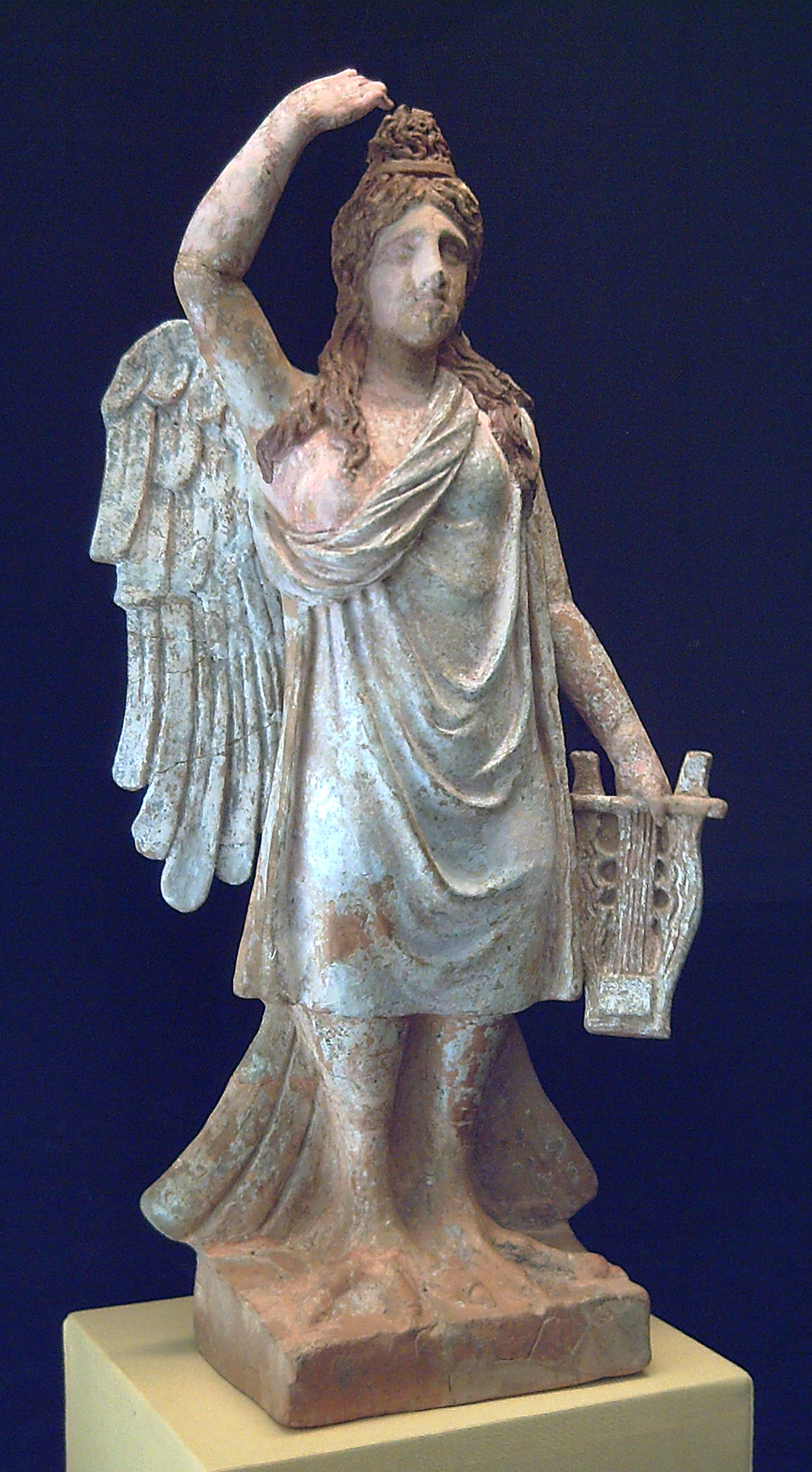
Sirener. Canosa (Magna Graecia), 340–300 f.Kr.

Ofta fick sirenerna sjömän att glömma bort att styra sina skepp och därför få dem att gå på grund och sjunka. Det var sagt att sirenerna levde på ön Anthemoessa. De sjömän som, förtrollade av sången, hoppade över bord och simmade i land, blev dödade och uppätna av sirenerna, eller så tynade de bort medan de lyssnade på deras sånger.
Argonauterna lyckades fly undan sirenernas trolldom, eftersom den otroliga musikanten Orpheus var med dem. Han spelade så vackert på sin lyra att argonauterna bara hörde honom. Det fanns bara en argonaut som inte lyckades motstå sirenerna, antagligen för att hans hörsel var bättre än de andras: Butes, son till Teleon eller Poseidon, och Zeuxippe. Han hoppade överbord och simmade mot sin död. Afrodite tyckte synd om honom och lät honom förflyttas till Lilybaeum, i Sicilien, där han blev gudinnans älskare.
Kirke varnade Odysseus för sirenerna och han fann ett sätt att lyssna på dem samtidigt som han var säker på skeppet, genom att låta sina mannar binda fast honom vid masten. Hans män hade vax i öronen så att de inte skulle höra sirenernas sång.
Sirenernas far var en flodgud Achelous och deras mor var enligt vissa källor en av muserna Melpomene och enligt andra källor jordens gudinna Gaia.
Sirenerna besegrades av muserna i en musiktävling, och det är sagt att de då gav vinnarna sina vingar, eller en del av deras fjädrar. Därför symboliserade deras fjädrar muserna i konsten. Sirenerna föll ner från himlen i sorg, ner i havet och drunknade.